# Aeroportul Sua Pan
Aeroportul Sua Pan (IATA: SXN, ICAO: FBSN) este un aeroport din Sua Pan⁠(d), Districtul Central, Botswana, Botswana ce deservește zona Sowa, Botswana.
Situat la o altitudine de 909 m, aeroportul dispune de o singură pistă.